# Serge Hélan
Serge Hélan (* 24. Februar 1964 in Pointe-à-Pitre auf Guadeloupe) ist ein ehemaliger französischer Dreispringer.
1986 brach er als erster Franzose mit 17,13 m die 17-Meter-Marke und wurde Neunter bei den Leichtathletik-Europameisterschaften in Stuttgart. 1987 gewann er Gold bei den Leichtathletik-Halleneuropameisterschaften in Liévin, schied aber bei den Leichtathletik-Weltmeisterschaften in Rom in der Qualifikation aus.
1989 wurde er Vierter bei den Halleneuropameisterschaften in Den Haag und Sechster bei den Hallenweltmeisterschaften in Budapest. Bei den Leichtathletik-Europameisterschaften 1990 in Split und bei den Weltmeisterschaften 1991 scheiterte er in der Vorrunde. 1992 holte er Silber bei den Halleneuropameisterschaften in Genua. Sowohl im Dreisprung wie auch im Weitsprung qualifizierte er sich für die Olympischen Spiele in Barcelona, kam jedoch in beiden Disziplinen nicht über die erste Runde hinaus.
Im Jahr darauf wurde er Neunter bei den Weltmeisterschaften 1993 in Stuttgart. 1994 wurde er Vierter bei den Halleneuropameisterschaften in Paris und errang Silber bei den Europameisterschaften in Helsinki.
1995 folgte eine Bronzemedaille bei den Hallenweltmeisterschaften in Barcelona und ein Vorrundenaus bei den Weltmeisterschaften in Göteborg. 1997 wurde er Zehnter bei den Weltmeisterschaften in Athen, und 1998 schloss er seine internationale Karriere mit einer Bronzemedaille bei den Halleneuropameisterschaften in Valencia ab.
Serge Hélan ist 1,76 m groß und wiegt 70 kg. Er wurde von Jean-Hervé Stievenart trainiert und startete für CA Montreuil.
Sechsmal wurde er französischer Meister im Freien (1986, 1987, 1989, 1991, 1994, 1996) und elfmal in der Halle (1986–1990, 1992–1995, 1997, 1998). 1990 und 1992 wurde er außerdem nationaler Hallenmeister im Weitsprung.

## Persönliche Bestleistungen
- Weitsprung: 8,12 m, 24. Mai 1992, Fontainebleau
- Dreisprung: 17,55 m, 13. August 1994, Helsinki (ehemaliger französischer Rekord)
  - Halle: 17,24 m, 23. Februar 1997, Bordeaux (ehemaliger französischer Rekord)